# صادرات بنزین از ایران به ونزوئلا
در می ۲۰۲۰ پنج نفتکش با نام‌های کلاول، فارست، پتونیا، فورچون و فاکسون حامل ۱٫۵۳ میلیون بشکه بنزین و مواد پالایشی از مقصد ایران به ونزوئلا ارسال شد.

## پیش زمینه
با وجود اینکه ونزوئلا صاحب بزرگ‌ترین ذخایر نفت جهان است در حال حاضر پالایشگاه‌های ونزوئلا به دلایل مختلفی از نظر عملیاتی خاموش می‌باشند و ونزوئلا با کمبود شدید بنزین مواجه است.
به دنبال تلاش امریکا برای تحریم صادرات بنزین به ایران در سال ۲۰۱۰ میلادی، رئیس جمهور سابق ونزوئلا هوگو چاوز کشتی های حامل بنزین را به ایران ارسال کرد. با افتتاح پالایشگاه میعانات گازی ستاره خلیج فارس ایران به خودکفایی در تولید بنزین رسید.

### تحریم‌های آمریکا
تحریم‌های آمریکا اجازه نمی‌دهد بنزینی که در پالایشگاه شرکت نفت ونزوئلا در آمریکا تولید می‌شود به این کشور انتقال یابد از طرفی شرکت‌های آمریکایی و غربی دیگر خدمات فنی به پالایشگاهای ونزوئلا ارائه نمی‌دهند و هم‌اکنون این پالایشگاها با کمبود نیروی متخصص و تجهیزات مواجه هستند.
دیگر کشورها به دلیل تحریم‌های آمریکا و تهدید آن‌ها توسط آمریکا برای جلوگیری از هرگونه تجارت با ونزوئلا باعث تحریم ونزوئلا از طرف دیگر کشورهای دوست با آمریکا شده‌است. در شرایط فشار اقتصادی آمریکا بر هر دو کشور ایران و ونزوئلا، این دو کشور روابط سیاسی بیشتر و نمادین تری را شروع کردند.

### سوء مدیریت و قاچاق
کمتر بودن قیمت فروش نسبت به قیمت تولید آن، سیاست‌های غلط دولت ونزوئلا در یارانه‌های سوختی و قاچاق سوخت به کشورهای همسایه از دیگر دلایل فروپاشی نفتی ونزوئلا می‌باشد. در شرایط کمبود بنزین و ایجاد صف‌های طولانی برای دریافت بنزین در جایگاها قیمت بنزین در بازار سیاه به ۱۰ دلار برای هر گالن رسید.

## صادرات توسط ایران
در می ۲۰۲۰ ایران ۵ نفتکش حامل ۱٫۵۳ میلیون بشکه بنزین و مشتقات آن به ونزوئلا ارسال کرد. طبق بررسی‌ها نفتکش کلاول (Clavel) در تاریخ ۹اردیبهشت‌ماه از بندر عباس، نفتکش فارست (Forest) در تاریخ ۱۲ فروردین‌ماه از بندر ماهشهر، نفتکش پتونیا (Petunia) در تاریخ ۷ اردیبهشت‌ماه از بندر عباس و نفتکش فورچون (Fortune) در تاریخ ۲۳ اسفندماه از بندر شهید رجایی و نفتکش فاکسون (Faxon) از بندر عسلویه به سمت ونزوئلا حرکت کرده‌اند.
نخستین نفتکش ایرانی فرچون در تاریخ دوشنبه ۴ خرداد ۱۳۹۹ وارد بندر ال‌پالیتو و دومین نفتکش ایرانی فورست ساعاتی پس از ورود نخستین کشتی در نیمه شب سه شنبه ۶ خرداد وارد بندر پانتا کاردون ونزوئلا شدند و مجاور پالایشگاه ال پالیتوی شرکت نفتی دولتی PDVSA لنگر انداخته‌اند. سومین نفتکش، پتونیا، نیز در تاریخ ۶ خرداد نیز وارد آب‌های ونزوئلا شد. چهارمین نفتکش، فاکسون صبح روز پنج شنبه ۷ خرداد ۱۳۹۹ وارد آب‌های ونزوئلا شد. مقصد این نفتکش که در ابتدا بندر «Amuay» بود، به بندر «Puerto de Guaragoao» تغییر یافت. پنجمین و آخرین نفتکش ایرانی کلاول، درروز یکشنبه تاریخ ۱۱ خرداد ۱۳۹۹ بندر لاگوئرا ونزوئلا پهلو گرفت.

## واکنش‌های بین‌المللی
نیکلاس مادورو رئیس‌جمهوری ونزوئلا، در رسانه دولتی ونزوئلا گفت: «ونزوئلا و ایران هر دو خواهان صلح هستند و ما حق داریم آزادانه تجارت کنیم.» وی با ورود پنجمین نفتکش به ونزوئلا اعلام کرد: «من موظف هستم که شخصاً برای تشکر از این مردم به ایران سفر کنم».
برطبق گزارش راشاتودی (آرتی) بعد از ارسال بنزین به ونزوئلا توسط ایران هشتگ اسپانیایی #GraciasIran (به معنای متشکریم ایران) در شبکه توئیتر ترند شد و از ایران به خاطر این همکاری در مقابل محاصره دریایی آمریکا قدردانی کردند.
وزارت خزانه داری آمریکا در مقابل، پنج نفتکش حامل بنزین به ونزوئلا و ناخدای هر پنج نفتکش را به دلیل «مرتبط بودن با خطوط کشتی‌رانی جمهوری اسلامی ایران» در فهرست تحریم قرارداد.